# Познань (Ровненская область)
Познань (укр. Познань) — село в Берёзовской сельской общине Сарненского района Ровненской области Украины.
До 2020 года входило в Рокитновский район.
У села протекает река Ствига. Близ села проходит белорусско-украинская граница.
Население по переписи 2001 года составляло 1375 человек. Почтовый индекс — 34221. Телефонный код — 3635. Код КОАТУУ — 5625082604.